# Courçon
Courçon là một xã trong tỉnh Charente-Maritime trong vùng Nouvelle-Aquitaine, tây nam nước Pháp. Xã Courçon nằm ở khu vực có độ cao trung bình 25 mét trên mực nước biển.

## Dân số
| Năm  | Dân số | Mật độ |
| ---- | ------ | ------ |
| 1962 | 945    | -      |
| 1968 | 946    | -      |
| 1975 | 956    | -      |
| 1982 | 991    | -      |
| 1990 | 990    | -      |
| 1999 | 1,097  | 57/km² |